# Мясников, Борис Моисеевич
Мясников Борис Моисеевич (род. 9 августа 1937)  — советский и украинский кинооператор.
В 1958 году окончил Киевский кинотехникум.
В 1965 году окончил операторский факультет Всесоюзного государственного института кинематографии.
Работал ассистентом оператора на киностудии имени А. Довженко, с 1966 года — оператором.
В 1977—1996 годах — член Союза кинематографистов Украины.

## Фильмография
- 1969 — Рассказы про Димку
- 1969 — Украинские мелодии
- 1971 — Бумбараш  (т/ф, в соавторстве с В. Зимовцом)
- 1973 — Чёрный капитан
- 1974 — Не отдавай королеву (т/ф)
- 1977 — За пять секунд до катастрофы
- 1978 — День первый, день последний
- 1979 — Поездка через город (новелла «Поездка через город»)
- 1981 — Капель (в соавторстве с М. Чёрным)
- 1984 — У призраков в плену
- 1986 — Счастлив, кто любил...
- 1988 — Игра с неизвестным (в соавторстве с В. Бородиным).